# Nunkirchen
Nunkirchen ist in Bezug auf die Einwohnerzahl der größte Stadtteil der Stadt Wadern im Landkreis Merzig-Wadern im Saarland.

## Geographie
Nunkirchen liegt am Fuß des Schwarzwälder Hochwalds an der Bundesstraße 268 ziemlich genau zwischen Trier und Saarbrücken im moselfränkischen Sprachraum.

### Ortsteile

Lage von Nunkirchen in der Stadt Wadern

Zu Nunkirchen gehört der Ortsteil Münchweiler. Der Name „Münchweiler“ geht auf ein im 13. Jahrhundert erwähntes befestigtes Hofgut zurück. Der Ort wurde 1932 durch den Aufbau von Siedlerhöfen gegründet. Er beherbergt mit Schloss Münchweiler das einzige noch vollständig erhaltene Barockschloss im Saarland.

## Geschichte

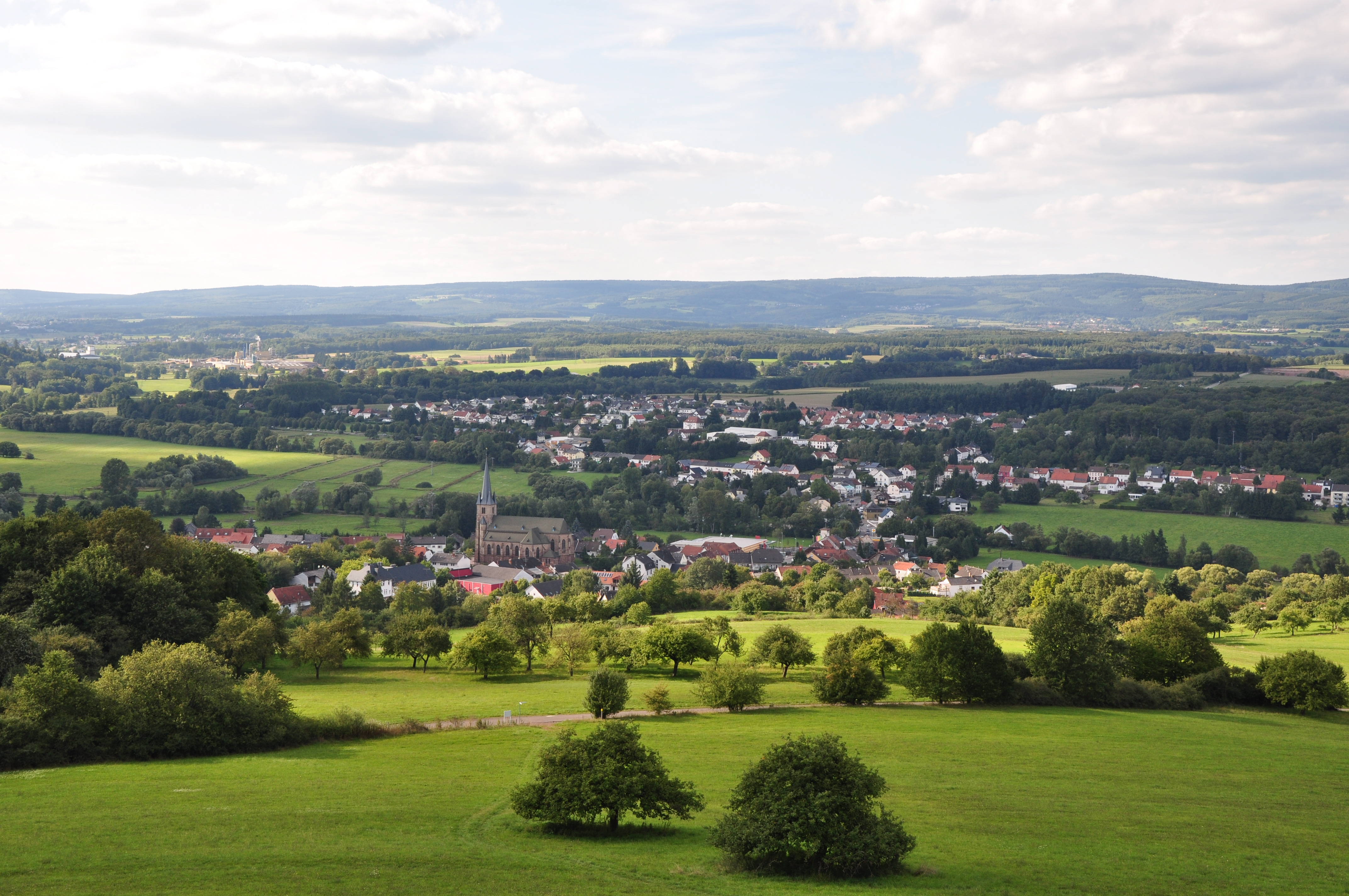
Blick vom Bammersch, der höchsten Erhebung von Nunkirchen, auf den Ort. Während im Vordergrund die Pfarrkirche Herz Jesu gut zu erkennen ist, bestimmt der Schwarzwälder Hochwald den Hintergrund der Aufnahme.

### Mittelalter
Erstmals urkundlich erwähnt wurde Nunkirchen 1147 durch den Trierer Erzbischof Albero. Der Ort war aber nachweislich schon früher besiedelt. Funde aus der Bronzezeit (1935), aber auch die Lage an einer Römerstraße, die durch mehrere Ausgrabungen belegt wurde, zeigen dies. Die Schreibweise des Namens Nunkirchen variierte im Laufe der Jahrhunderte öfter. Die latinisierte Form „Nunkircha“ wich „Nunkirke“ (1235) und „Neunkirchen“ (1551 und 1724), um zeitweilig auch „Brums-Nunkirchen“ bzw. Brims-Nunkirchen", in Anlehnung an den nahen Fluss Prims, Platz zu machen. Ob die „neue Kirche“ oder eine so genannte „Hunkirche“, was so viel bedeutet wie Mittelpunkt einer germanischen Hundertschaft, als Namenspatron fungierten, lässt sich heute nicht mehr mit Sicherheit sagen.

### Dreißigjähriger Krieg und Franzosenzeit
Der Dreißigjährige Krieg setzte dem Ort schwer zu. Wurde 1618 noch von 25 Feuerstellen berichtet, war es 1648 nur noch eine. 1794 zählte das Dorf allerdings wieder 275 Einwohner, eine Zahl, die bis 1843 auf 919 gesteigert wurde. 1778 wurde an der Westgrenze des Reichs ein halbes Jahrtausend andauernder Kampf um die Grenze beendet: Die Teilung der bisherigen Gemeinherrschaft (Kondominium) Merzig-Saargau zwischen dem Kurstaat Trier und Frankreich. Seit diesem Jahr bildete die Saar von Beckingen bis Saarhölzbach die Grenze des Kurstaates zu Frankreich. Merzig war bei der Grenzziehung Amtssitz der neu gewonnenen Gebiete zuzüglich der vorher zum Amt Saarburg gehörigen Pflege Losheim geworden. Damit war Nunkirchen ab 1778 Teil des Amtes Merzig in der Pflege Losheim.
In der Franzosenzeit (1794 bis 1814) gehörte Nunkirchen zur Mairie Weyerweiler, Kanton Wadern, Arrondissement Birkenfeld und dem Saar-Departement mit Sitz in Trier.
Die Jahre 1814/15 brachten einschneidende Veränderungen: So gehörte der Kanton Wadern anfangs zum Generalgouvernement Mittelrhein mit Sitz in Trier. Nach dem Zweiten Pariser Frieden (20. November 1815) und der Zusammenlegung der preußischen Provinzen Großherzogtum Niederrhein und Jülich-Kleve-Berg wurde 1822 die Rheinprovinz gebildet mit dem Regierungspräsidium in Trier. Am 1. Mai 1816 kamen die Kantone Merzig, Wadern und Saarburg an Preußen. Der Kreis Merzig wurde ursprünglich in zehn Bürgermeistereien eingeteilt. Nunkirchen kam mit Konfeld, Michelbach, Mitlosheim, Ober- und Unterthailen, Rappweiler und Steinberg zur Bürgermeisterei Weierweiler, die am 1. Januar 1848 in Bürgermeisterei Weiskirchen umbenannt wurde.

### 19./20. Jahrhundert
In Nunkirchen wurde nach der Einführung der preußischen Gemeindeordnung vom 23. Juli 1845 in der Sitzung am 13. August 1846 der erste Gemeinderat eingeführt.
Nach dem Ersten Weltkrieg bekam der Ort am 19. Mai 1919 eine Grenzfunktion. Während das östlich gelegene Dörfchen Auschet zum Saargebiet unter Völkerbund-Verwaltung gehörte, verblieb Nunkirchen ebenso wie das südlich gelegene Nachbardorf Michelbach beim Deutschen Reich. Nach dem Zweiten Weltkrieg wurde Nunkirchen dem Saarland zugeteilt und geriet damit unter französische Verwaltung. Am 23. Oktober 1955 entschieden sich die Nunkircher mit 57,6 % gegen das Saarstatut und damit gegen die Europäisierung des Saarlandes. Sie folgten damit dem landesweiten Trend. Am 1. Januar 1957 wurde das Saarland und damit auch Nunkirchen wieder ein Teil Deutschlands. Der wirtschaftliche Anschluss an die Bundesrepublik erfolgte allerdings erst am 6. Juli 1959.
Im Rahmen der saarländischen Gebiets- und Verwaltungsreform wurde die bis dahin eigenständige Gemeinde Nunkirchen  am 1. Januar 1974 der neuen Gemeinde (ab 1978 Stadt) Wadern zugeordnet.

## Politik

### Ortsrat
Ergebnisse der Ortsratswahlen vom 9. Juni 2024:
- ProHochwald: 62,10 %, 8 Sitze
- SPD: 15,39 %, 1 Sitz
- CDU: 22,51 %, 2 Sitze

### Ortsvorsteher
Seit der Gebietsreform 1974:
- Paul Schmitz (1968 bis 1984)[4]
- Franz-Josef Lauer (1984 bis 1999)
- Josef Moos (1999 bis 2004)
- Jochen Kuttler (2004 bis 2014)
- Frank Hiry (2014 bis 2017)
- Patrizia Mötzel, ProHochwald (ab 2017)

### Wappen
Blasonierung: „In Silber schräggekreuzt ein rotes Schwert und ein roter Pfeil, überdeckt von einem roten Herzen.“
Die Kirche des Ortes war für die Ersterwähnung Nunkirchens Voraussetzung. Daher hat der saarländische Heraldiker Kurt Hoppstädter bei der Wappengestaltung auf die ursprünglichen Kirchenpatrone Barbara (rotes Schwert) und Sebastian (roter Pfeil) zurückgegriffen. Er verband dieses Motiv mit dem Herz Jesu, dem die Pfarrei seit 1896, dem Jahr der Einweihung der jetzigen Pfarrkirche, geweiht ist.

## Kultur und Sehenswürdigkeiten

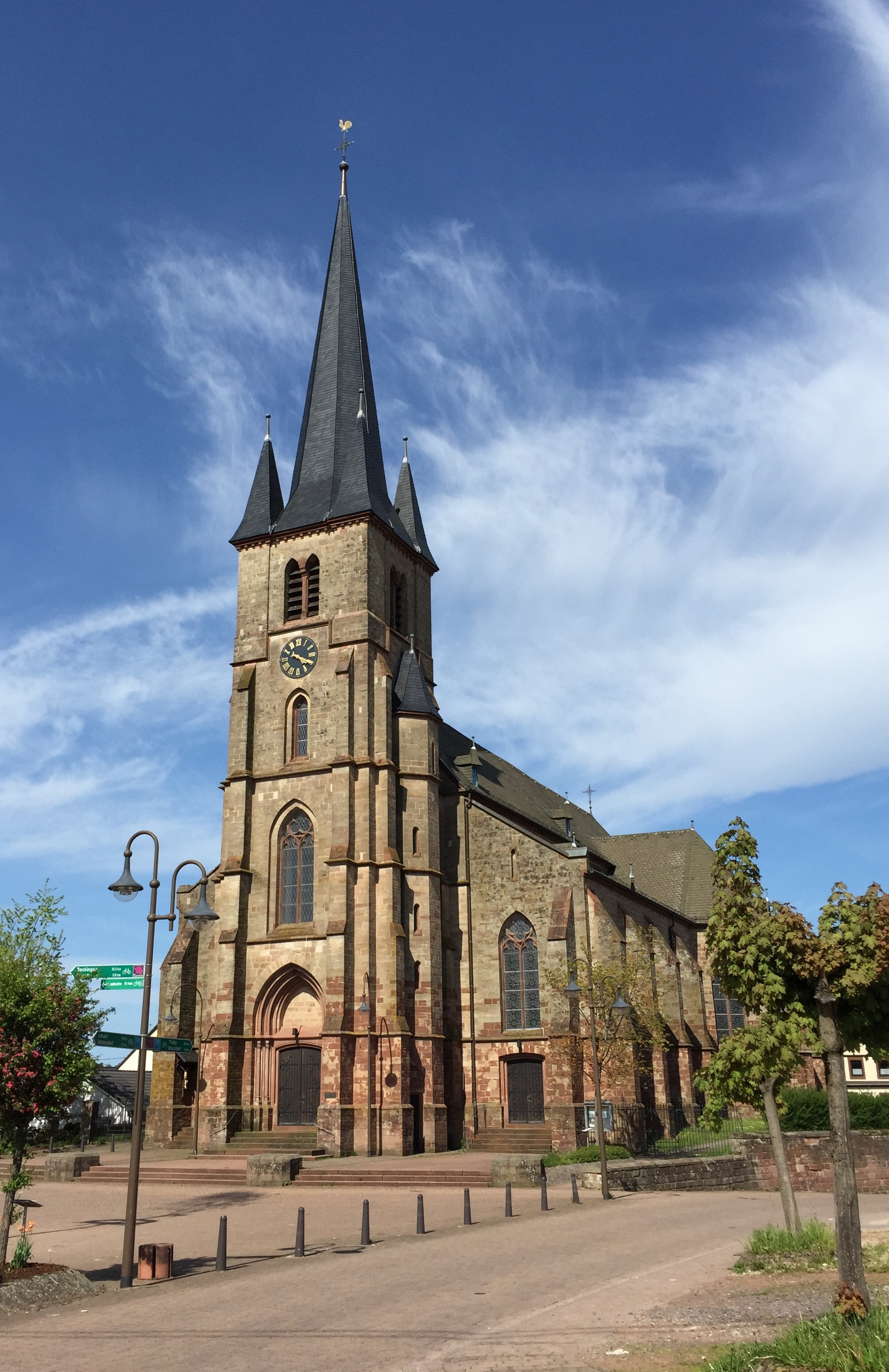
Die Pfarrkirche Herz Jesu wurde 1896 geweiht

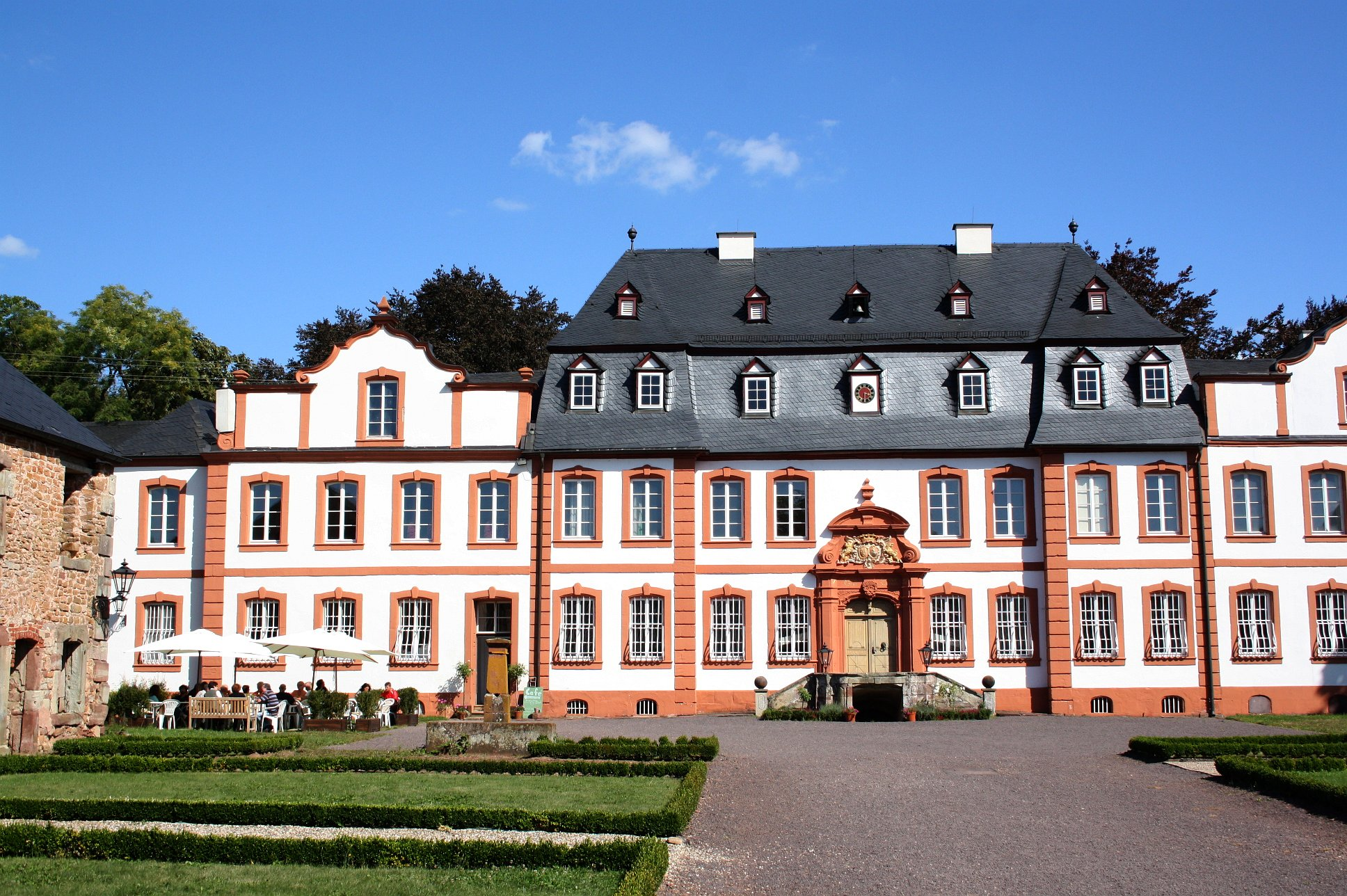
Schloss Münchweiler – mit Schlosscafé

Die Pfarrkirche Herz Jesu, eine unter Denkmalschutz stehende dreischiffige Hallenkirche, wurde am 26. April 1896 geweiht und im Jahr 2005 komplett im Inneren renoviert. Die Pfarrkirche in der Ortsmitte gilt als eine der wenigen Kirchen im Saarland, deren Innenausstattung weitgehend den ursprünglichen Charakter der Erbauung erhalten konnte. Nunkirchen gehört zur Pfarrei Wadern. Ebenfalls im Ortszentrum befindet sich eine dem Heiligen Antonius geweihte Kapelle, die Anfang des 20. Jahrhunderts erbaut wurde.
Zwei Kilometer entfernt von Nunkirchen befindet sich das Schloss Münchweiler. Der von Freiherr Franz Georg Zandt von Merl zu Weiskirchen errichtete Bau ist größtenteils restauriert und das einzige weitgehend erhaltene Barockschloss im Saarland. Es beherbergt im neu aufgebauten Wirtschaftsgebäude ein Hotel, in einem Flügel des historischen Gebäudes ein Café. Die Gebäude befinden sich heute im Besitz eines Nachfahren des Erbauers, Freiherr von Hagke.
Nunkirchen hat eine lange Tradition in der Verhüttung von Eisen. Von 1724 bis Mitte 1820 betrieb die Familie Gottbill eine Eisenschmelze im Ort, die weit über die Region hinaus bekannt war. Fast zeitgleich hatte auch Freiherr Emmerich Karl Joseph von Zandt im heutigen Ortsteil Münchweiler ein Eisenwerk gegründet, das 1725 den Betrieb aufnahm. Es wurde 1868 stillgelegt.

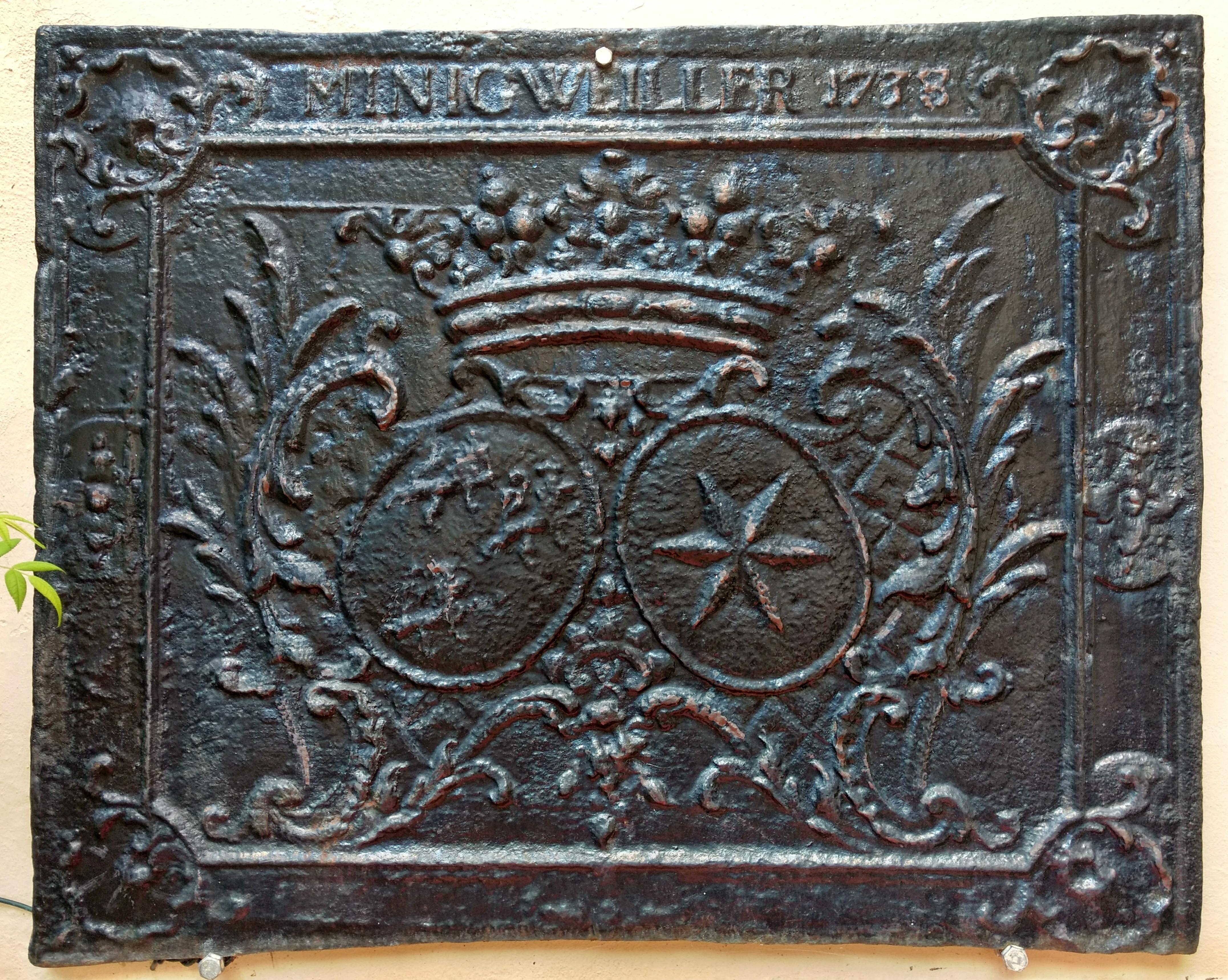
Takenplatte aus Münchweiler (früher Minigweiller)

Bis 1970 betrieb die Firma Wild & Co in Nunkirchen eine Edelsteingrube, die der Lapis-Förderung diente. Der Nunkircher Jaspis, der von den Einheimischen vereinfacht auch als Achat bezeichnet wird, gilt als Halbedelstein. Er kann dauerhaft gefärbt werden und war ab 1860 weltweit als Schmuckstein begehrt. Er wurde oft mit Berliner Blau eingefärbt und als Imitation von Lapislazuli unter den Handelsbezeichnungen Deutscher Lapis, Swiss Lapis oder auch Nunkirchener Lapislazuli vertrieben. Als Mitte des 20. Jahrhunderts neue Färbetechniken für Gesteine entdeckt wurden, wurde die Förderung des Jaspis in Nunkirchen unrentabel.
Von 1955 bis 1967 zog ein vom damaligen Vorsitzenden des Heimat- und Verkehrsvereins Matthias Müller ins Leben gerufenes Blumenfest zehntausende Besucher nach Nunkirchen.

### Veranstaltungen
- Fratzenfest (im Juli)
- Kirmes (Juni/Juli)
- Altbierfest der Malteser (immer am Samstag vor Pfingsten)
- Christmarkt (3. Adventwochenende)

### Sport

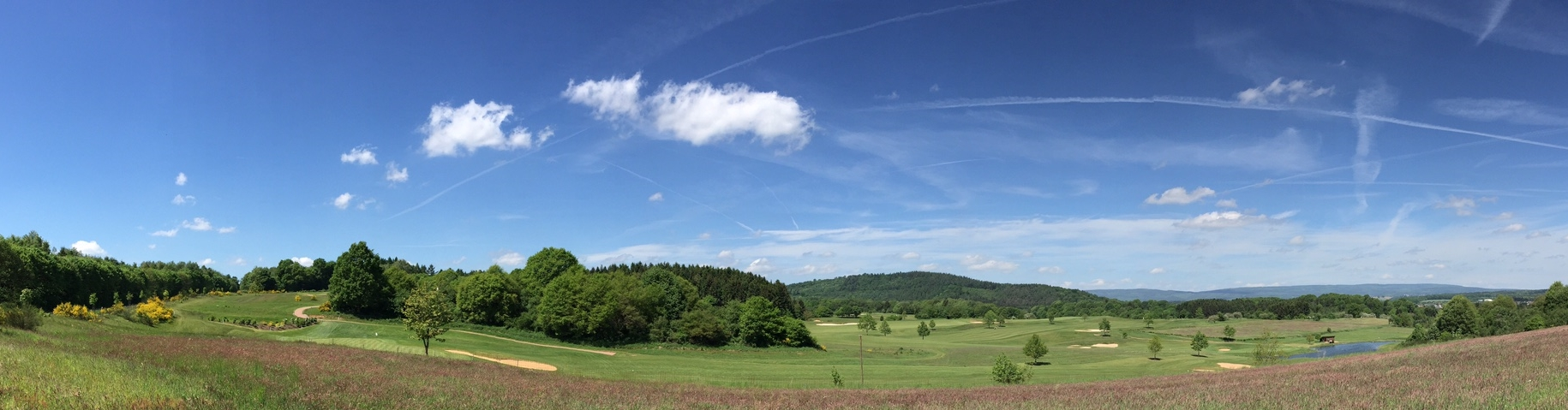
Der Golfpark Weiherhof wurde in den letzten Jahren auf einen 27-Loch-Platz erweitert

Nunkirchen verfügt neben einem Sport-Hartplatz mit Laufbahn und zwei Bouleplätzen auch über eine Tennisanlage mit fünf Plätzen, die sich durch ihre besondere Lage mitten im Wald auszeichnet. Von herausragender Bedeutung für den Ort ist der Golfpark Weiherhof mit einer 27-Loch-Golfanlage.

### Vereine
Die wichtigsten Vereine in alphabetischer Reihenfolge:
- Billard Club Michelbach 2000 e. V. (Sitz und Vereinsheim in Nunkirchen)
- Boule Spielgemeinschaft Nunkirchen 1992.
- Judo- / Ju-Jutsu-Kampfsportverein Nunkirchen
- Kath. Jugend / Messdiener Nunkirchen
- Kirchenchor Nunkirchen – Michelbach
- Kneippverein Nunkirchen
- Kultur am Tor
- Männergesangverein Nunkirchen
- Malteser Hilfsdienst – Ortsgliederung Nunkirchen
- Musikverein Nunkirchen „Dorfmusikanten“
- Obst- und Gartenbauverein Nunkirchen
- Sportverein Nunkirchen 1925.
- Tennisclub Grün-Weiß Nunkirchen
- Tischtennisverein Nunkirchen
- VdK Nunkirchen
- Verein für Gewerbe, freie Berufe & Touristik Nunkirchen

## Wirtschaft und Infrastruktur
Nunkirchen zeichnet sich durch seine besondere Lage an zwei wichtigen Straßenknotenpunkten aus. Der Ort liegt zum einen an der Bundesstraße 268 zwischen Trier und Saarbrücken, zum anderen an den Landstraßen nach Weiskirchen und Wadern. Die hohe Verkehrsbelastung, die sich aus der Knotenpunktsituation ergibt, hat andererseits eine Infrastruktur zur Folge, die viele andere Orte in ländlichen Regionen vermissen lassen. Nunkirchen verfügt über zwei Allgemeinmediziner, eine Apotheke, ein Altenwohn- und Pflegeheim, eine Werkstatt für Behinderte, ein Wohnheim für Behinderte, einen Zahnarzt, eine Bankfiliale, eine Postagentur, drei Bäckereien, einen Supermarkt, einen Getränkemarkt, eine Tankstelle, einen Zeitungsladen, zwei Autohändler, zwei Tierärzte, zwei Friseure, mehrere Restaurants und Imbissstände. Nunkirchen hält außerdem ein großes Gewerbegebiet vor.

### Medien
- Saarbrücker Zeitung
- Wochenspiegel Hochwald
- Amtliches Bekanntmachungsblatt der Stadt Wadern

### Erziehungs- und Bildungseinrichtungen
- Katholischer Kindergarten
- Grundschule Nunkirchen der Stadt Wadern
- Berufsbildungszentrum Hochwald
- Staatliche Kindertagesstätte

### Verkehr

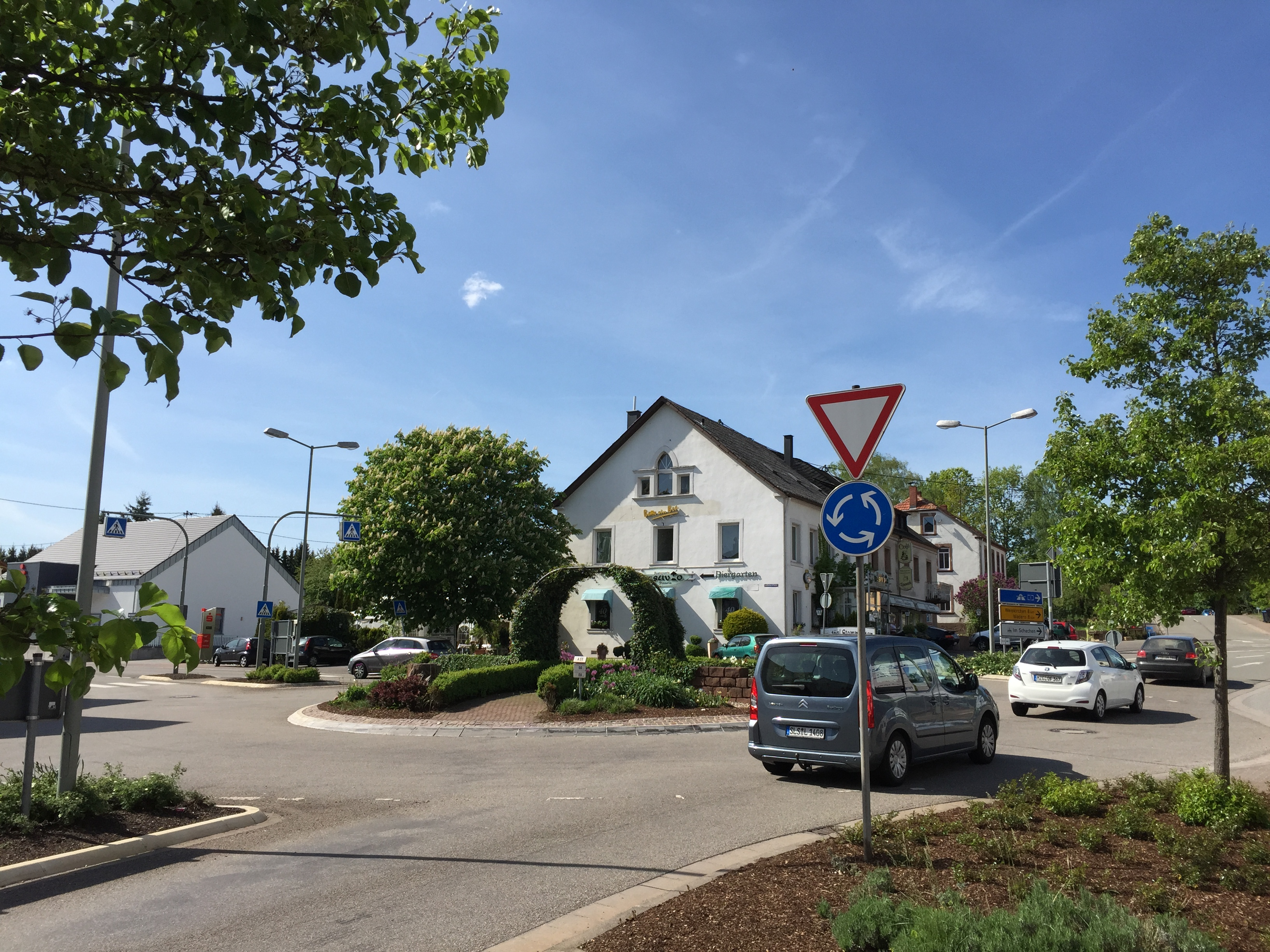
Der Kreisverkehrsplatz in Nunkirchen wird täglich von mehr als 20.000 Fahrzeugen passiert

Durch Nunkirchen führt die Bundesstraße 268. In der Ortsmitte (Kreisverkehrsplatz) trifft die B268 auf zwei Landesstraßen (L152 nach Weiskirchen und L148 nach Wadern).
Nunkirchen ist über einen Radweg mit dem Ortsteil Münchweiler verbunden.
Der Bahnhof „Nunkirchen“ lag an der Bahnstrecke Merzig Süd–Büschfeld, die lediglich im Abschnitt Merzig (Saar) Ost–Dellborner Mühle von Museumszügen befahren wird. Die Strecke wird von Dampfzügen des „Museums-Eisenbahn-Club Losheim am See“ befahren. Der restliche Abschnitt ist stillgelegt.

## Persönlichkeiten, die mit Nunkirchen verbunden sind
- Ludwig Karl Gottbill (1731–1799), Hüttenbesitzer und Bürgermeister von Trier
- Reinhold Wirtz (1842–1898) war ein deutscher Architekt, Kommunalkreis- und Diözesanbaumeister des Bistums Trier, der ab 1886 und wahrscheinlich bis 1892 im Zusammenhang mit der katholischen Pfarrkirche Herz Jesu steht, die nach den Plänen von 1886, 1892 (detaillierter Bauplan), 1894 begonnen und 1895 vollendet sowie 1896 konsekriert[9] wurde.
- Peter Groß (1902–1976), Landtagsabgeordneter, von 1960 bis 1968 Bürgermeister der Gemeinde Nunkirchen
- Alfons Gross (1916–1989), SS-Hauptscharführer und Arbeitsdienstführer im KZ Mauthausen
- Elmar Engel (1933–2001), Schriftsteller, Reisejournalist
- Walter Wolter (* 1950), Schriftsteller
- Peter Kuttler (* 1964,) Radio- und Fernsehmoderator (WDR 4, Deutsche Welle, WDR Fernsehen)
- Anke Rehlinger (* 1976), Politikerin (SPD), Ministerpräsidentin des Saarlandes (2022-heute)